# Nikos Zachariadis
Nikos Zachariadis (en grec: Νίκος Ζαχαριάδης; 27 d'abril de 1903 - 1 d'agost de 1973) va ser el secretari general del Partit Comunista de Grècia (KKE) entre 1931 i 1956, i una de les personalitats més importants de la Guerra Civil grega.

## Primers anys
Nikos Zachariadis va néixer a Edirne, a la wilaya d'Edirne de l'Imperi Otomà, el 1903, en una família d'ètnia grega. El seu pare, Panagiotis Zachariadis, era d'origen petit-burgès i treballava com a expert a la Companyia Otomana del Tabac, una empresa francesa que posseïa el monopoli del tabac a Turquia.
El 1919, Nikos Zachariadis es va traslladar a Constantinoble, on va treballar en diverses feines, inclosa com a soldat. Va ser allà on va realitzar la seva primera tasca organitzada en el moviment obrer. Després de la derrota de Grècia durant la guerra greco-turca i l'intercanvi de població entre els dos països, la família Zachariadis va ser traslladada per la força a Grècia i va caure en la pobresa. De 1922 a 1923, va viatjar a la Unió Soviètica, on es va convertir en membre del Komsomol. Va estudiar a diverses institucions polítiques i militars del govern soviètic i de la Internacional Comunista, inclosa l'Escola Internacional Lenin.

## Activitat política a Grècia
El 1923, va ser enviat de tornada a Grècia per organitzar la Lliga Jove Comunista de Grècia (OKNE). Empresonat, va fugir posteriorment a la Unió Soviètica. El 1931, va ser enviat de tornada a Grècia per restaurar l'ordre en el KKE, molt fraccionat. El mateix any, va ser elegit secretari general del Partit. El 1935, durant el VII Congrés de la Internacional Comunista, va ser elegit membre del seu comitè executiu. Durant els següents anys fins al 1936, Zachariadis va ser un líder d'èxit del KKE en triplicar el nombre dels seus membres, guanyar escons al Parlament grec i fins i tot adquirir el control d'alguns sindicats.
L'agost de 1936 va ser detingut per la Seguretat de l'Estat del règim de Ioannis Metaxas i va ser empresonat. Des de la presó, va emetre una carta instant a tots els grecs a resistir la invasió italiana de l'octubre de 1940 i a transformar la guerra en una guerra antifeixista. Després de la invasió alemanya, els nazis el van traslladar al camp de concentració de Dachau des d'on va ser alliberat el maig de 1945. Tornant a Grècia, va recuperar la direcció del KKE a mans de Georgios Siantos, el secretari general en funcions des de gener de 1942. Després de la sagnant Dekemvriana, Zachariadis va declarar ara la seva intenció política que el KKE lluiti per la democràcia popular mitjançant eleccions.

## Guerra Civil
Tanmateix, els plans de Zachariadis van canviar. Va atribuir el seu canvi de postura a la repressió i persecució dels comunistes. Això el va fer decidir boicotejar les eleccions legislatives gregues de 1946, un punt de partida de la Guerra Civil grega (1946-1949).
Zachariadis va dirigir les operacions militars de l'Exèrcit democràtic de Grècia, que es va formar per instal·lar una democràcia popular socialista a Grècia.
Va ordenar al comandant de l'ELAS Markos Vafiadis que abandonés les tàctiques de guerra de guerrilles i adoptés una estratègia de guerra convencional. Segons Vafiadis, això va tenir un efecte molt negatiu sobre l'ELAS. Vafiadis va ser expulsat del KKE per desafiar Zachariadis i mantingut sota arrest domiciliari a Albània, acusat de ser un agent britànic. Durant la Guerra Civil grega, Zachariadis va ordenar també l'assassinat de diversos opositors d'esquerra al KKE, especialment a Atenes.
No obstant això, Joseph Stalin havia fet un acord amb els aliats occidentals perquè Grècia seria considerada part de l'esfera d'influència occidental després de la guerra i s'oposava oficialment a qualsevol presa de poder comunista. Va ordenar a la direcció del KKE que col·laborés amb l'exèrcit britànic quan va desembarcar a Grècia el 1944 i es va negar a proporcionar cap ajuda al KKE quan es va aixecar en armes contra el govern reialista imposat pels britànics.
La Iugoslàvia de Josip Broz Tito va donar suport inicialment al KKE, però va retirar el suport després de la ruptura entre Tito i Stalin el 1948. La intervenció militar del Regne Unit i dels Estats Units, combinada amb la manca de suport extern de Stalin o Tito, va provocar la derrota de l'Exèrcit Democràtic de Grècia el 1949. La direcció del KKE i les restes de l'Exèrcit Democràtic van fugir a l'exili a la Unió Soviètica i altres països comunistes.

## Postguerra
La direcció del Partit Comunista va trobar refugi a Taixkent. No obstant això, després de la mort de Stalin el 1953, Zachariadis es va enfrontar amb la nova direcció soviètica, ja que es va oposar a la nova direcció presa pel PCUS sota Nikita Khrushchev.
El maig de 1956, durant el Sisè Ple del Comitè Central del KKE, el Partit Comunista Soviètic va intervenir per expulsar Zachariadis del seu càrrec de secretari general. El febrer de 1957, Zachariadis també va ser expulsat del KKE, igual que molts dels seus partidaris.
Zachariadis va passar la resta de la seva vida a l'exili a Sibèria, inicialment a Yakutia i més tard a Surgut. El 1962, desesperat per les devastadores condicions del seu exili, d'alguna manera va aconseguir arribar a Moscou. Allà, va visitar l'ambaixada grega i va demanar ser transportat a Grècia, on volia ser jutjat pels seus actes. No se sap si es va tenir en compte la seva petició o no. Immediatament després de sortir de l'ambaixada grega, va ser arrestat pels soviètics i va ser portat de tornada a Surgut. Allà es va suïcidar, als 70 anys, el 1973. Segons alguns dels seus seguidors, va ser executat. Sobre la base de documents desclassificats dels arxius del Ministeri de l'Interior rus, s'ha confirmat que Zachariadis es va suïcidar.
El desembre de 1991, pocs dies després de la caiguda de la Unió Soviètica, les restes de Zachariadis van ser retornades a la seva terra natal, Grècia, i se li va fer un funeral, que va donar als seus partidaris l'oportunitat d'honrar-lo. Està enterrat al primer cementiri d'Atenes .
El 2011, una Conferència Nacional del Partit Comunista de Grècia va rehabilitar totalment Zachariadis com a secretari general del KKE. Això estava en línia amb la reorientació política general del KKE des de l'enfonsament de la Unió Soviètica; el partit ha adoptat l'opinió que el PCUS es va embarcar en una línia revisionista després de la mort de Stalin i la presa de poder de Khrusxov.